# Туоро сул Тразимено
Туоро сул Тразимено (итал. Tuoro sul Trasimeno) је насеље у Италији у округу Перуђа, региону Умбрија.
Према процени из 2011. у насељу је живело 2306 становника. Насеље се налази на надморској висини од 272 м.

## Становништво
Према резултатима пописа становништва 2011. у општини је живело 3.850 становника.
| 1931. | 1936. | 1951. | 1961. | 1971. | 1981. | 1991. | 2001. | 2011. |
| ----- | ----- | ----- | ----- | ----- | ----- | ----- | ----- | ----- |
| 4.059 | 4.025 | 4.518 | 4.019 | 3.497 | 3.512 | 3.563 | 3.585 | 3.850 |

## Партнерски градови
- Аменебург